# Die Siedler (Computerspiel)
Die Siedler ist ein Echtzeit- und Aufbaustrategiespiel und das erste Spiel der Siedler-Reihe. Es wurde von Blue Byte für den Commodore Amiga entwickelt und im Juni 1993 in Deutschland veröffentlicht. Im November des gleichen Jahres folgte die Veröffentlichung im Vereinigten Königreich. Im Folgejahr portierten Blue Byte und Massive Development das Spiel für MS-DOS und über den Publisher Strategic Simulations (SSI) kam es unter dem Namen Serf City – Life is feudal auch auf den US-Markt.
Heute zählt das Spiel zu den Meilensteinen der Computerspiele-Entwicklung und sein großer Erfolg ermöglichte Blue Byte den Aufstieg vom kleinen Entwicklungsstudio zu einem der führenden deutschen Entwickler in den frühen 1990er Jahren. Ubisoft, Eigentümer des Studios seit 2001, veröffentlichte das Spiel im Jahr 2018 noch ein weiteres Mal als „History Edition“. Dabei wurden nur geringfügige Änderungen vorgenommen, um Die Siedler auf modernem Windows-Betriebssystem lauffähig zu machen und eine höhere Bildschirmauflösung zu unterstützen.

## Spielprinzip
Der Spieler platziert ein mittelalterliches Schloss als Ausgangspunkt auf einer zufällig generierten Karte und muss die Verfügbarkeit von Bauplatz und natürlichen Ressourcen im Auge behalten. Anschließend werden Warenkreisläufe aufgebaut, die in der Rekrutierung von Rittern münden, mit denen das eigene Gebiet erweitert und das gegnerische Gebiet erobert wird. Die Computergegner haben eigene Charaktereigenschaften und spielen unterschiedliche Taktiken aus.

## Entwicklung und Technik
Als Erfinder des Spiels gilt Volker Wertich, der es im ersten Jahr alleine in Assemblersprache für den Motorola 68000 Prozessor programmierte. Inspiriert wurde er von Little Computer People, Populous und SimCity. Er entwickelte eine 2D-Grafikengine, welche die Landschaften und damit die Spielwelt über Flat Shading aus unterschiedlich hellen Texturen erzeugt. Die Bildschirmauflösung betrug 352 × 273 Bildpunkte (PAL-Overscan) auf dem Amiga, was dem damaligen Stand der Technik entsprach. Innovativ war der Zweispielermodus, der es ermöglicht, das Spiel kooperativ zu spielen. Im Split-Screen können die Spieler auch gegeneinander antreten. Als einziger Teil der Serie verfügt Die Siedler über einen Demo-Modus, bei dem man einer vom Computer allein gesteuerten Besiedlung mit den 4.000 bis 64.000 maximal vom Spiel erzeugten Männchen zusehen kann.
Laut Volker Wertich bestand das Spiel schon aus mehr als 70.000 Zeilen Code, bevor überhaupt mit den Arbeiten an der Grafik des Spiels begonnen wurde. Die Grafiken wurden von Christoph Werner erstellt und ein Team von zehn weiteren Mitarbeitern vollendete das Spiel bis zur Marktreife. Die zunächst auf zehn Monate geplante Entwicklung dauerte schließlich zwanzig Monate und kostete etwa 200.000 Deutsche Mark. Am 30. Juni 1993 kam das Spiel erstmalig in den Handel.
Für die Portierung von Amiga Assembler auf PC Assembler engagierte man Massive Development aus Mannheim. Unter MS-DOS waren die Standardauflösungen 320 × 200 und 640 × 480 (SVGA) möglich.
Es gab zunächst dagegen Bedenken, das Spiel in den Vereinigten Staaten auf den Markt zu bringen. Strategiespiele und Simulationen waren dort zwar durchaus populär, aber US-Amerikaner bevorzugten die realitätsnahe Darstellung, weshalb Blue Byte in der „Knuddelgrafik“ des Spiels ein großes Handicap vermutete. Berater rieten davon ab, den deutschen Titel direkt in The Settlers zu übersetzen, da man Siedler in den USA stets mit der eigenen Geschichte, also den Dreizehn Kolonien oder dem Wilden Westen assoziieren und Cowboys und Indianer erwarten würde. Angesichts der guten Verkaufszahlen auf dem deutschen Markt entschied man sich schließlich dafür, das Experiment zu wagen. Der Titel wurde auf Serf City (deutsch „Stadt der Leibeigenen“) geändert. In späteren Versionen und bei der History Edition entschied sich Blue Byte schließlich doch noch für die Verwendung des englischen Titels The Settlers auch in den USA.
Der 1996 erschienene Nachfolger Die Siedler II – Veni, Vidi, Vici brachte lediglich Änderungen an der Grafik und Feintuning am Gameplay. Das erfolgreiche Spielprinzip von Die Siedler wurde nicht angetastet. Thomas Häuser, der im Entwicklungsteam des ersten Siedler-Spiels die Qualitätssicherung und beim Nachfolger die Projektleitung verantwortete, erzählte im Jahr 2007 bei einem Interview mit dem englischen Online-Magazin Rock, Paper, Shotgun, dass die Entwicklung des zweiten Teils der Reihe maßgeblich auf seiner Liste von Vorschlägen zur Verbesserung des ersten Spiels basierte, die aus Zeitgründen nicht mehr verwirklicht werden konnten. Ein nahtloses Weiterarbeiten des Entwicklungsteams war aber nicht ohne weiteres möglich, denn Volker Wertich, der Erfinder brauchte erstmal eine längere Auszeit.

## Rezeption
PC Games bemängelte Artefakte beim Scrolling und hohe Hardwareanforderungen. Das passive Spielprinzip verbunden mit den langen Wartezeiten kann zur Geduldsprobe werden. Zudem verkommen die wiederkehrenden Aufgaben schnell zur Routine. PC Player hob den Mehrspielermodus hervor und bezeichnete es als ansprechend aufgemachtes Strategiespiel mit Tiefgang. Die Menüs hingegen seien nicht an die höheren Bildschirmauflösungen angepasst und im SVGA-Modus viel zu klein. Power Play merkt an, dass die Simulationszusammenhänge angenehm anschaulich und selbsterklärend sind. Die hohen Bildschirmauflösungen und die Statistikfunktionen sorgen für eine gute Übersicht. Siedler kombiniere Elemente von Lemmings, SimCity und Little Computer People. Die Simulation des wirtschaftlich und ökologischen Kreislaufs sei erstaunlich komplex. Das Spiel sei gewaltfrei, intelligent und technisch perfekt. Es sei innovativ. BlueByte sei ein großer Wurf gelungen.
Amiga Joker kürte die Siedler erst zum MegaHit und letztendlich zum Amiga Spiel des Jahres.
Bis Juni 1996 wurden 215.000 Einheiten weltweit verkauft. Insgesamt wurden über 400.000 Exemplare abgesetzt. Das Spiel war für Blue Byte ein kommerzieller Erfolg.
Von PC Player wurde es in einer Sonderausgabe als Meilenstein innerhalb der Aufbaustrategiespiele bezeichnet.

## Reimplementation
Jon Lund Steffensen, ein unabhängiger Entwickler, stellte im September 2011 Freeserf als Open-Source zum Download bereit. Dabei handelt es sich um eine Reimplementierung des Spiels für Linux und Windows, die er als Hobbyprojekt mittels SDL-Bibliothek in C und C++ erstellt hatte. Zum Spielen werden die Originaldateien von Die Siedler benötigt, da die originalen Grafiken und Sounds verwendet werden. Zudem existiert mit Freeserf.net eine Portierung in die Programmiersprache C#.